# Peter Fullager
Peter Fullager (Peter Edward Fullager; * 19. April 1943) ist ein ehemaliger australischer Geher britischer Herkunft.
Im 20-km-Gehen kam er für das Vereinigte Königreich startend bei den Leichtathletik-Europameisterschaften 1966 in Budapest auf den siebten und 1969 in Athen auf den 13. Platz.
Als Repräsentant Australiens gewann er bei den British Commonwealth Games 1974 in Christchurch Bronze im 20-Meilen-Gehen.

## Persönliche Bestzeiten
- 20 km Gehen: 1:30:35 h, 4. April 1970, London
- 50 km Gehen: 4:20:38 h, 4. September 1971, Adelaide